# 相武台陸軍病院
相武台陸軍病院（そうぶだいりくぐんびょういん）は、現在の神奈川県相模原市南区にあった陸軍病院である。相模原陸軍病院ともいう。

## 歴史
1940年（昭和15年）3月に開設され、当初は原町田陸軍病院と呼ばれていた。しかし、地元の人々からの要望を受け、相模原陸軍病院に改称された。陸軍直轄病院中では、1階級下の陸軍一等病院で床数は300、収容人数は250人だった。

### 戦後
戦後はアメリカ陸軍相模原医療センターとして接収され、ベトナム戦争の折には、負傷した米兵がヘリコプターや救急車で運ばれてきていた。1981年（昭和56年）4月に返還。跡地19.7haは国、神奈川県、相模原市が3分割して再開発に着手。団地（ロビーシティ相模大野五番街）、外務省研修所、神奈川県立相模大野高等学校（現・神奈川県立相模原中等教育学校）、グリーンホール相模大野、市営立体駐車場、市立相模大野中央公園、伊勢丹相模原店（2019年閉鎖、2021年解体）等が整備され、1996年（平成8年）度末に行政関連施設が開所したことで、すべての跡地利用が完了した。

## 交通
- 小田急小田原線・小田急江ノ島線の相模大野駅から徒歩7分